# Piżmokret
Piżmokret (Scaptochirus) – rodzaj ssaków z podrodziny kretów (Talpinae) w obrębie rodziny  kretowatych (Talpidae).

## Zasięg występowania
Rodzaj obejmuje jeden żyjący współcześnie gatunek występujący w Azji.

## Morfologia
Długość ciała (bez ogona) 100–126 mm, długość ogona 14–23 mm; brak danych dotyczących masy ciała.

## Systematyka
Rodzaj zdefiniował w 1867 roku francuski zoolog Alphonse Milne-Edwards na łamach Annales des Sciences Naturelles. Na gatunek typowy Alphonse Milne-Edwards wyznaczył (oznaczenie monotypowe) piżmokreta krótkolicego (S. moschatus).

### Etymologia
- Scaptochirus: gr. σκάπτω skapto ‘kopać’; χειρ kheir, χειρος kheiros ‘dłoń, ręka’[8].
- Chiroscaptor: gr. χειρ kheir, χειρος kheiros ‘dłoń, ręka’; σκάπτηρ skaptēr ‘kopacz’, od σκάπτω skapto ‘kopać’[9]. Gatunek typowy (oznaczenie monotypowe): 	Chiroscaptor sinensis Heude, 1898 (= Scaptochirus moschatus Milne-Edwards, 1867).

### Podział systematyczny
Do rodzaju należy jeden występujący współcześnie gatunek:
- Scaptochirus moschatus Milne-Edwards, 1867 – piżmokret krótkolicy

Opisano również gatunki wymarłe z plejstocenu dzisiejszej Chińskiej Republiki Ludowej:
- Scaptochirus jiangnanensis Jin Changzhu & Liu Jinyi, 2008[12]
- Scaptochirus primitivus Zdansky, 1928[13]